# Troy Brown
Pour les articles homonymes, voir Brown.
College Football Hall of Fame 2010
(en) Statistiques sur pro-football-reference
Troy Fitzgerald Brown (né le 2 juillet 1971 à Barnwell, Caroline du Sud) est un joueur professionnel de football américain évoluant aux postes de cornerback, wide receiver et punt returner pour les Patriots de la Nouvelle-Angleterre de 1993 à 2007.

## Carrière
Sélectionné au huitième tour de la draft 1993 de la NFL par les Patriots de la Nouvelle-Angleterre, sa chance de faire partie de l'effectif des Patriots lors de la saison NFL 1993 est faible. Après avoir été l'un des derniers sélectionnés, son travail et sa confiance en lui permette à Troy Brown de devenir l'un des meilleurs retourneurs de punts de la ligue.